# Centrumkiosken på Eidsvolls plass

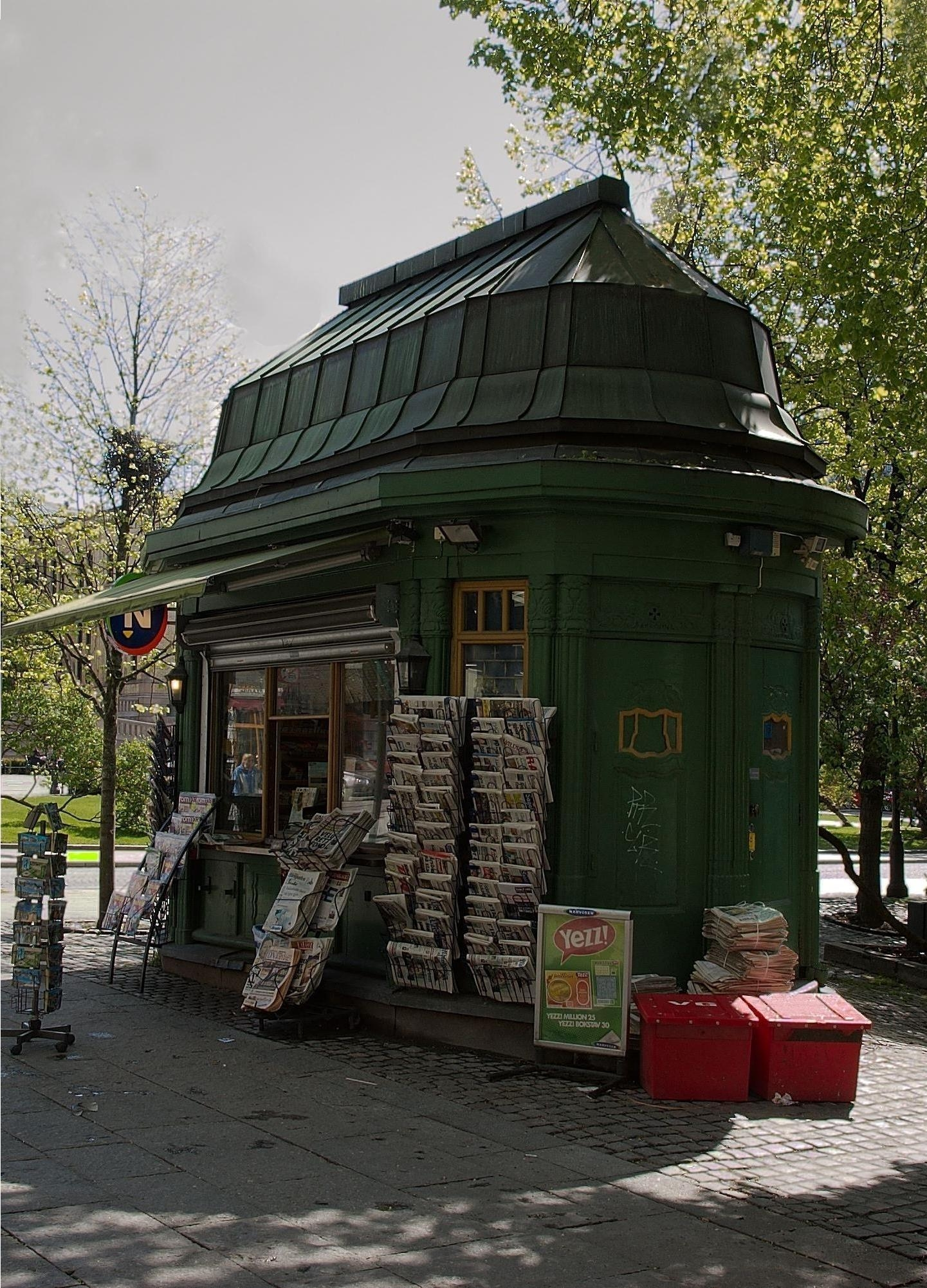
Centrumkiosken.

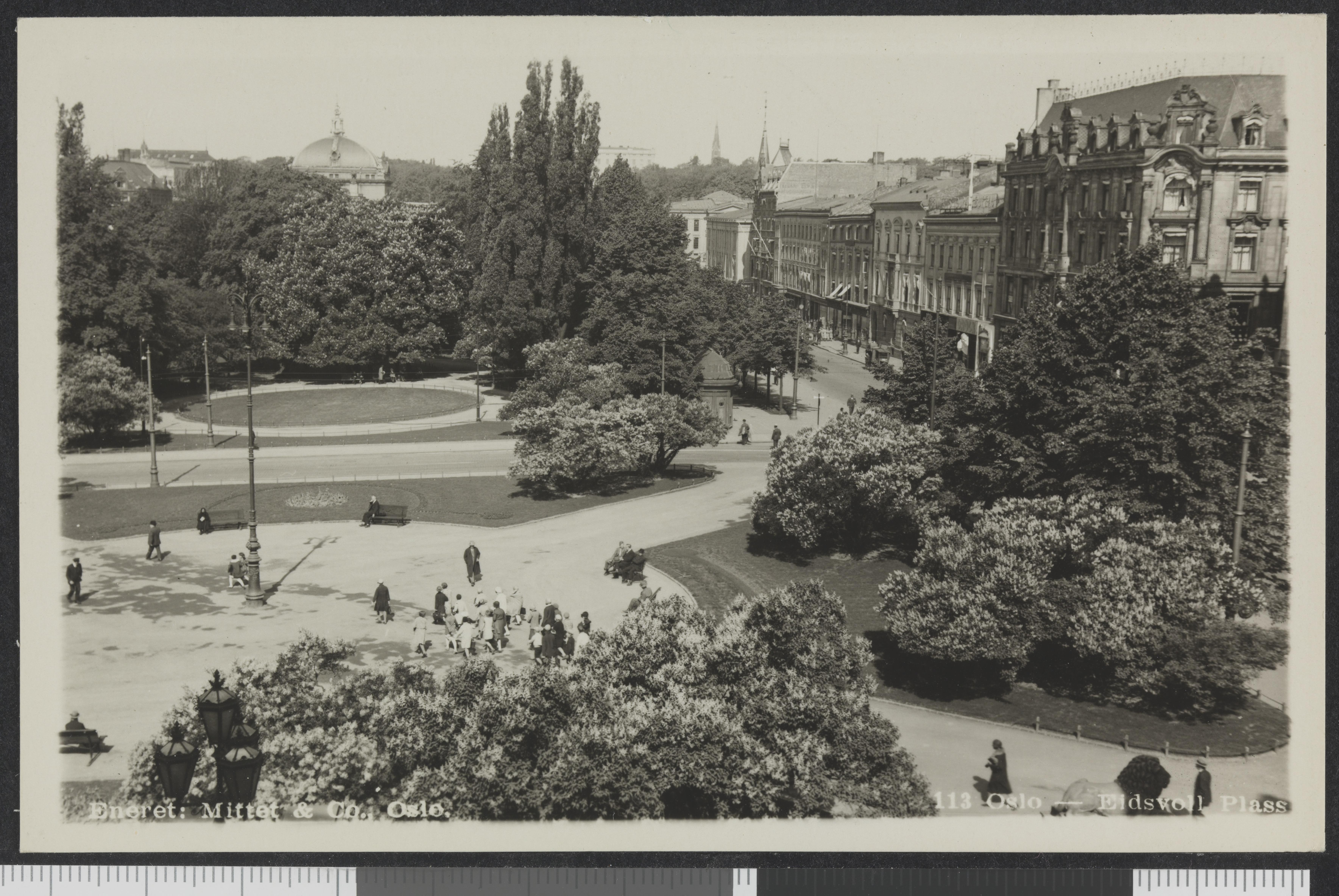
Eidsvolls plass från öster okänt datum. Centrumkiosken syns skymd något till höger om mitten.

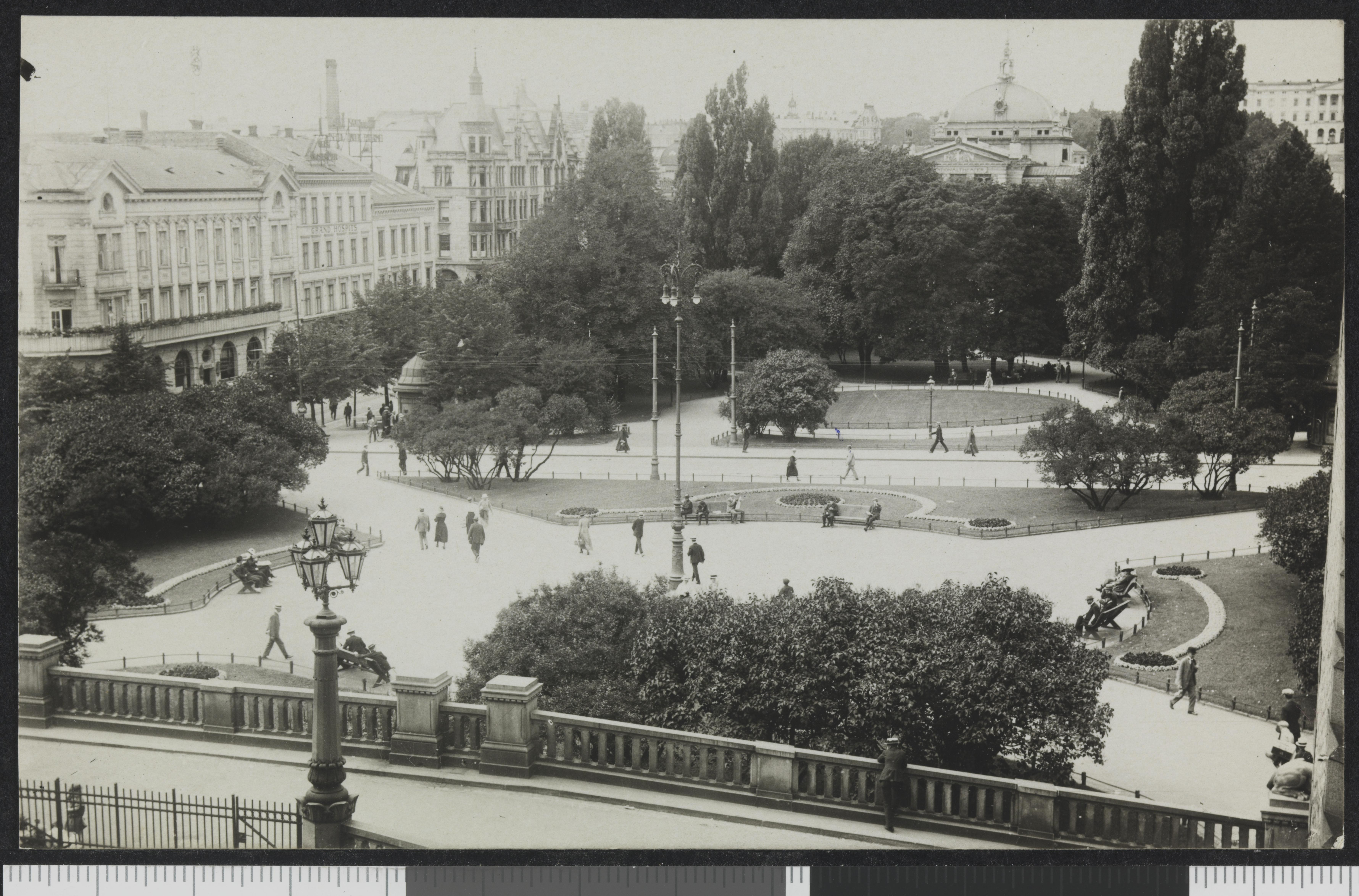
Eidsvolls plass från väster okänt datum. Centrumkiosken syns skymd något till vänster om mitten.

Centrumkiosken på Eidsvolls plass är en kulturhistoriskt intressant kiosk vid Eidsvolls plass, i hörnet av Karl Johans gate och Rosenkrantz gate i Oslo.

## Tornkiosken på Eidsvolls plass
Bertrand Narvesen utlyste 1897 en arkitekttävling om kiosker, vilken vanns av "Tårnkiosken" av Jørgen Berner. Företaget uppförde därefter 1898 åtta tornkiosker i Oslo, varav en på Eidsvolls plass i hörnet av Karl Johans gate och Rosenkrantz gate. En av tornkioskerna har bevarats och finns vid Norsk Folkemuseum i Oslo.

## Centrumkiosken
Tornkiosken på Eidsvolls plass ersattes 1914 av en något större kiosktyp. Erik Glosimodt vann uppdraget med förslaget "Centrum". Det uppfördes 1914 av kiosk av typ Centrum: en på Eidsvolls plass och en vid Brannvakten, nära Oslo domkyrka. År 1963 revs kiosken vid Eidsvolls plass och ersattes av en modernare kiosk, men 1978 flyttades kiosken vid Brannvakten efter upprustning till Eidsvolls plass. Den är Norges äldsta bevarade kiosk i drift. Från början fanns två telefonhytter i vardera kortsida av kiosken. Dessa var i bruk troligen fram till 1978.
År 2015 gjordes en grundlig och pietetsfull renovering av kiosken av ägaren Reitan Convenience Norge AS i samarbete med stadsantikvarien. Kiosken målades med linoljefärg i de ursprungliga gröna nyanserna från 1914.

## Bildgalleri

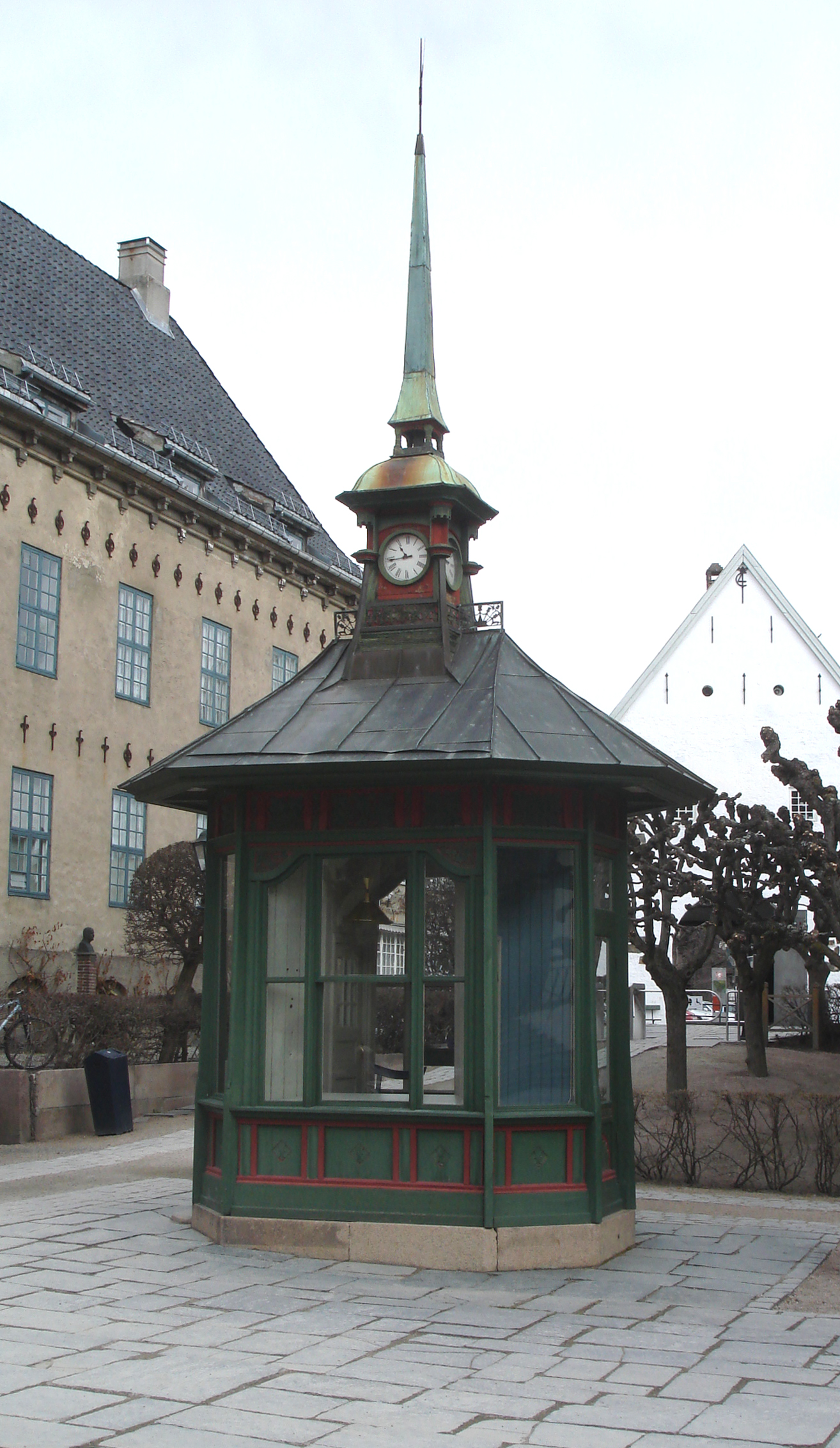
Den bevarade tornkiosken på Norsk Folkemuseum, flyttad från Thomas Heftyes plass
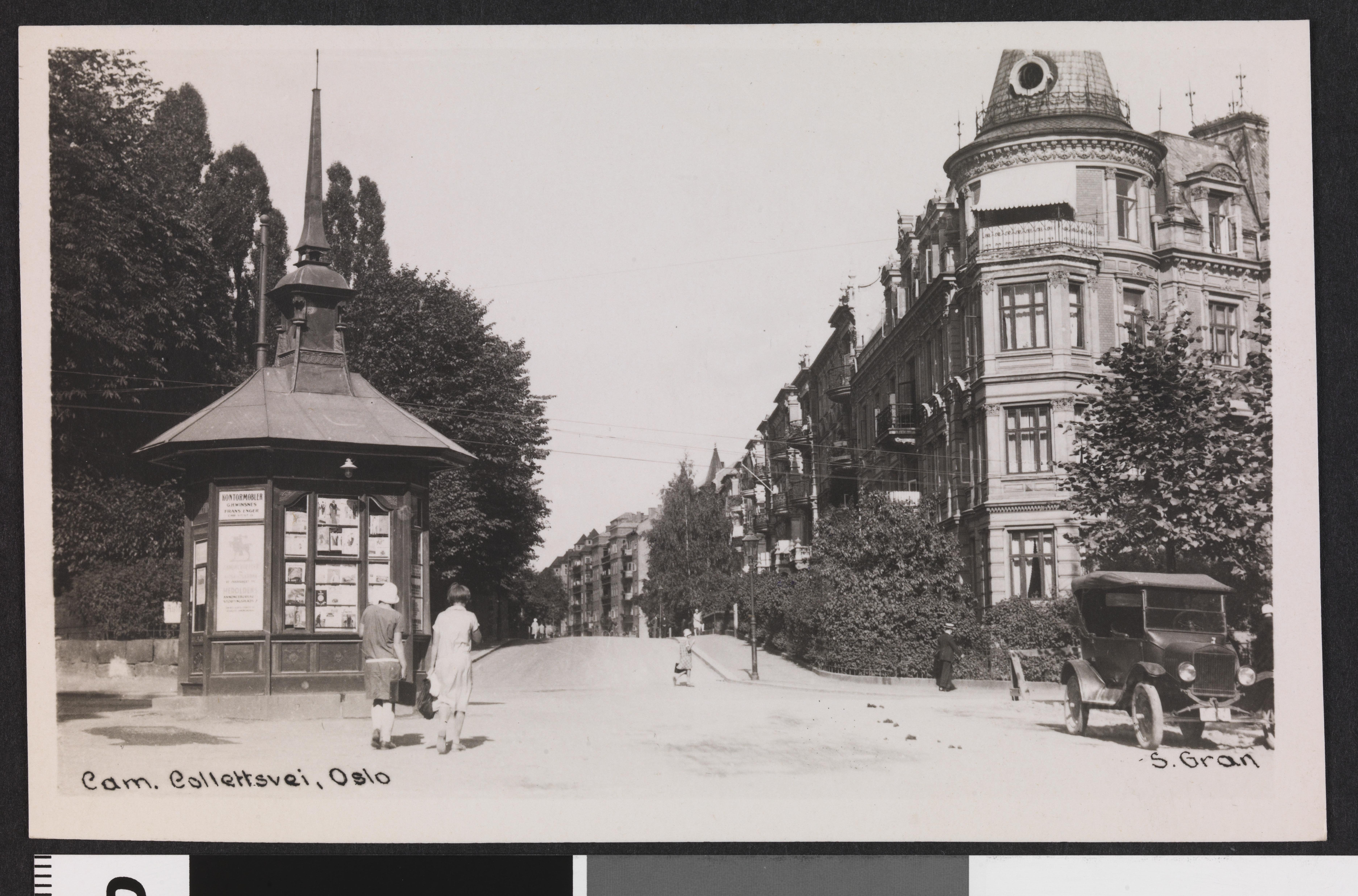
Tornkiosk vid Camilla Colletts vei, Frogner, Oslo, okänt år
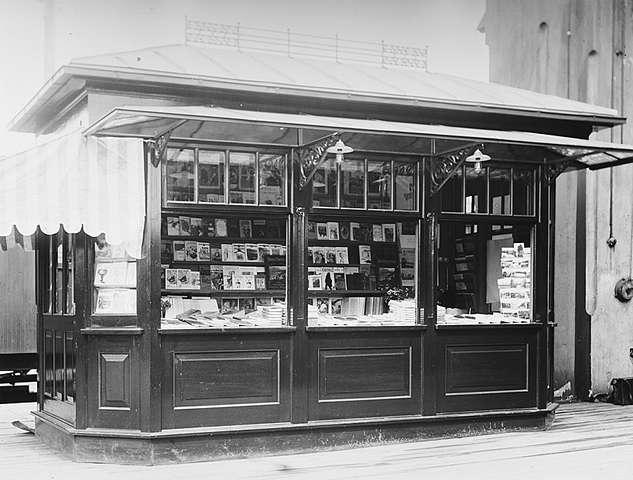
Kiosk vid Vestbanestasjonen i Oslo, 1911
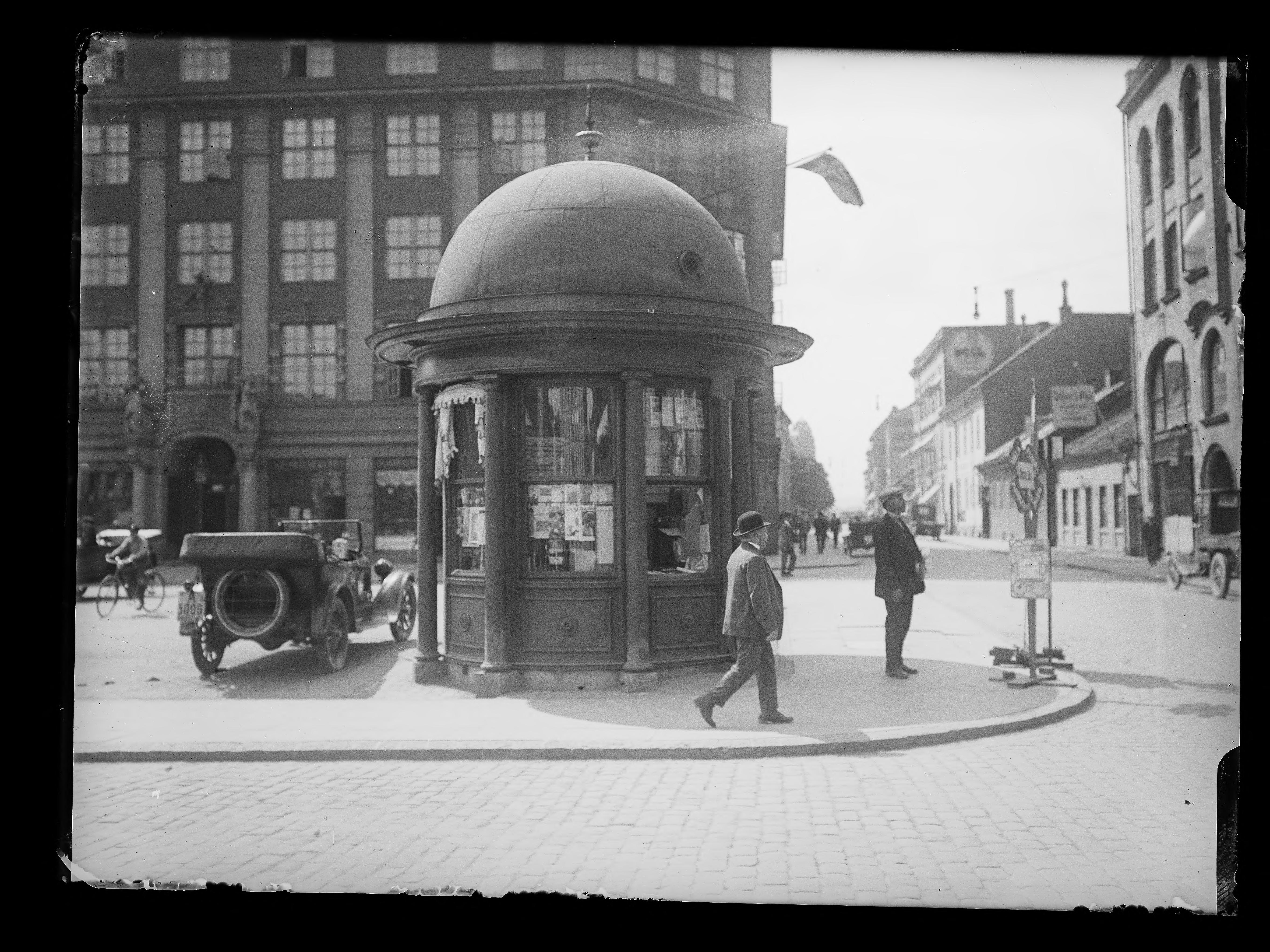
"Palladio"-kiosk på Jernbanetorvet, bilden tagen någon gång 1915–1924
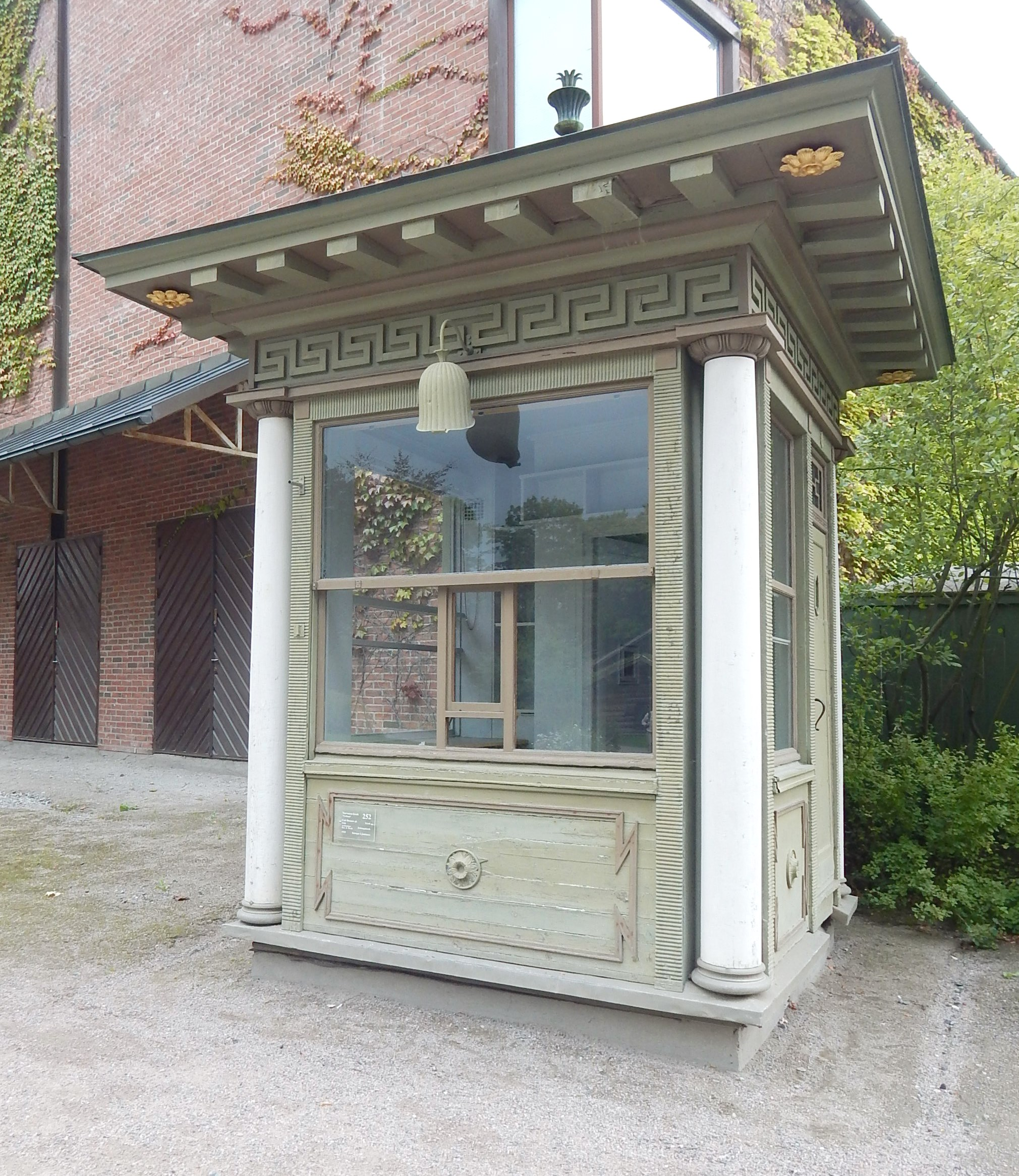
"Tyrihans"-kiosk på Norsk Folkemuseum
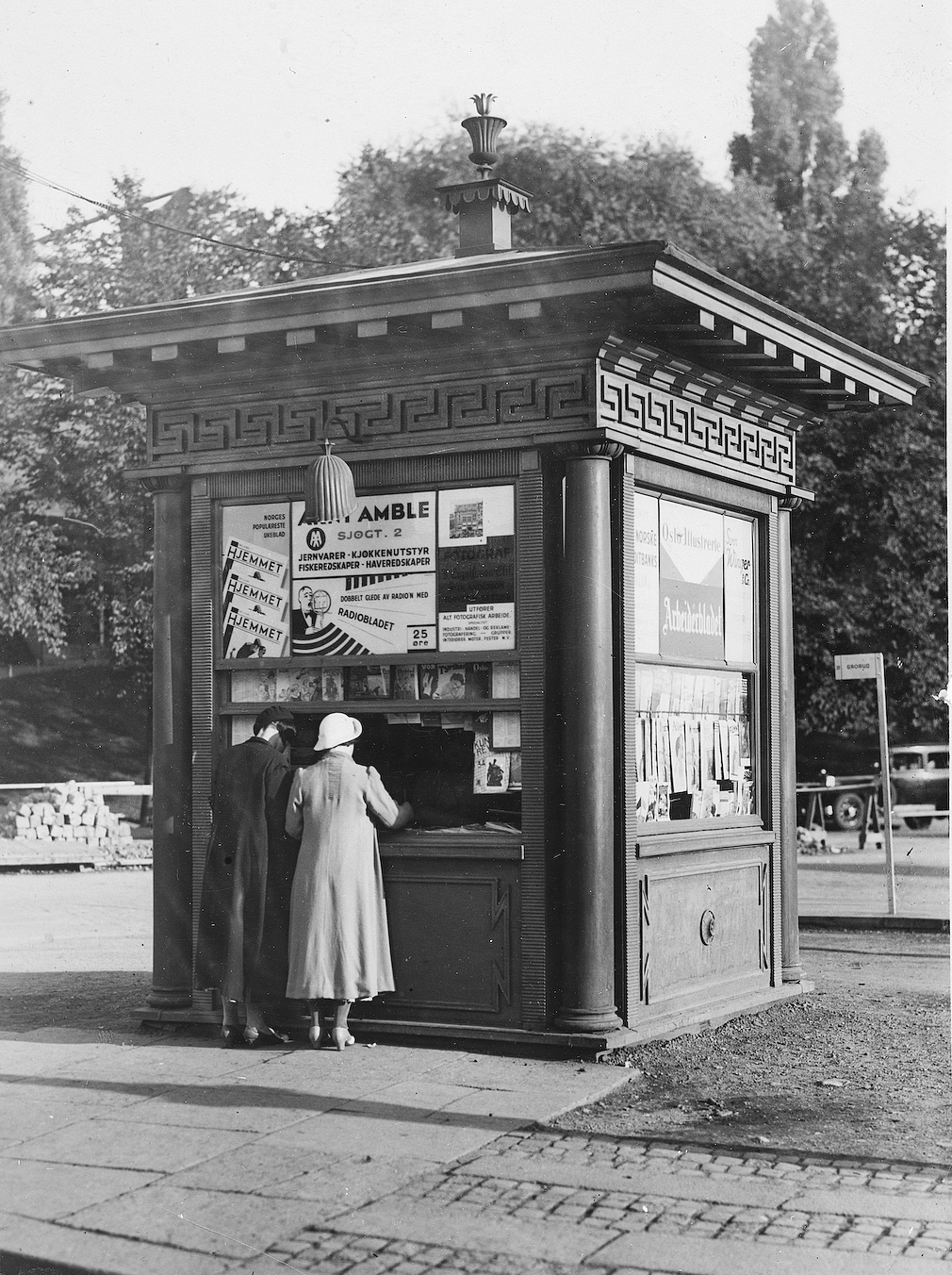
Kiosk av typ "Tyrihans" på St. Hanshaugen i Oslo, 1959
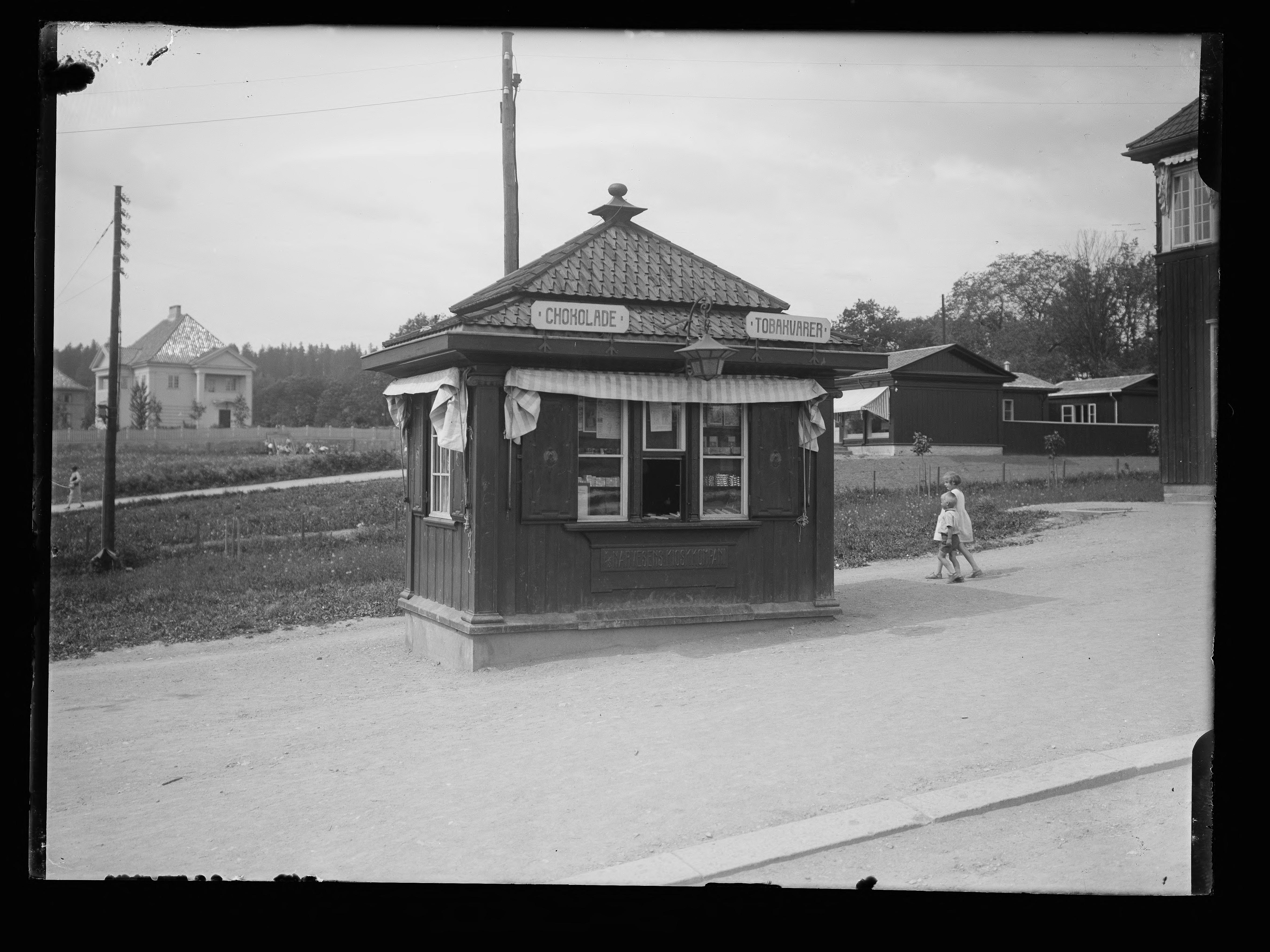
Narvesenkiosk på Vinderen i Oslo, bilden tagen någon gång 1915–1930